# Deir el-Bahari
Deir el-Bahari (árabe: دير البحري ) literalmente significa "El convento del Norte" y es un complejo de templos funerarios y tumbas que se encuentra en la ribera occidental del río Nilo, en el IV nomo del Alto Egipto, frente a la antigua ciudad de Tebas, la actual Luxor, en Egipto.
En Deir el-Bahari se encuentra el singular templo de la reina Hatshepsut (XVIII dinastía), el más monumental de los construidos en el valle y único en su género en todo Egipto. La obra fue diseñada por el arquitecto Senemut, construida en forma de amplias terrazas, con edificios porticados y patio de columnas, en perfecta armonía de proporciones que se integran magistralmente con la escarpada ladera de la montaña, situada tras el templo, logrando una espectacular escenografía. El primer monumento construido en el sitio fue en  el templo funerario de Mentuhotep II de la XI dinastía.

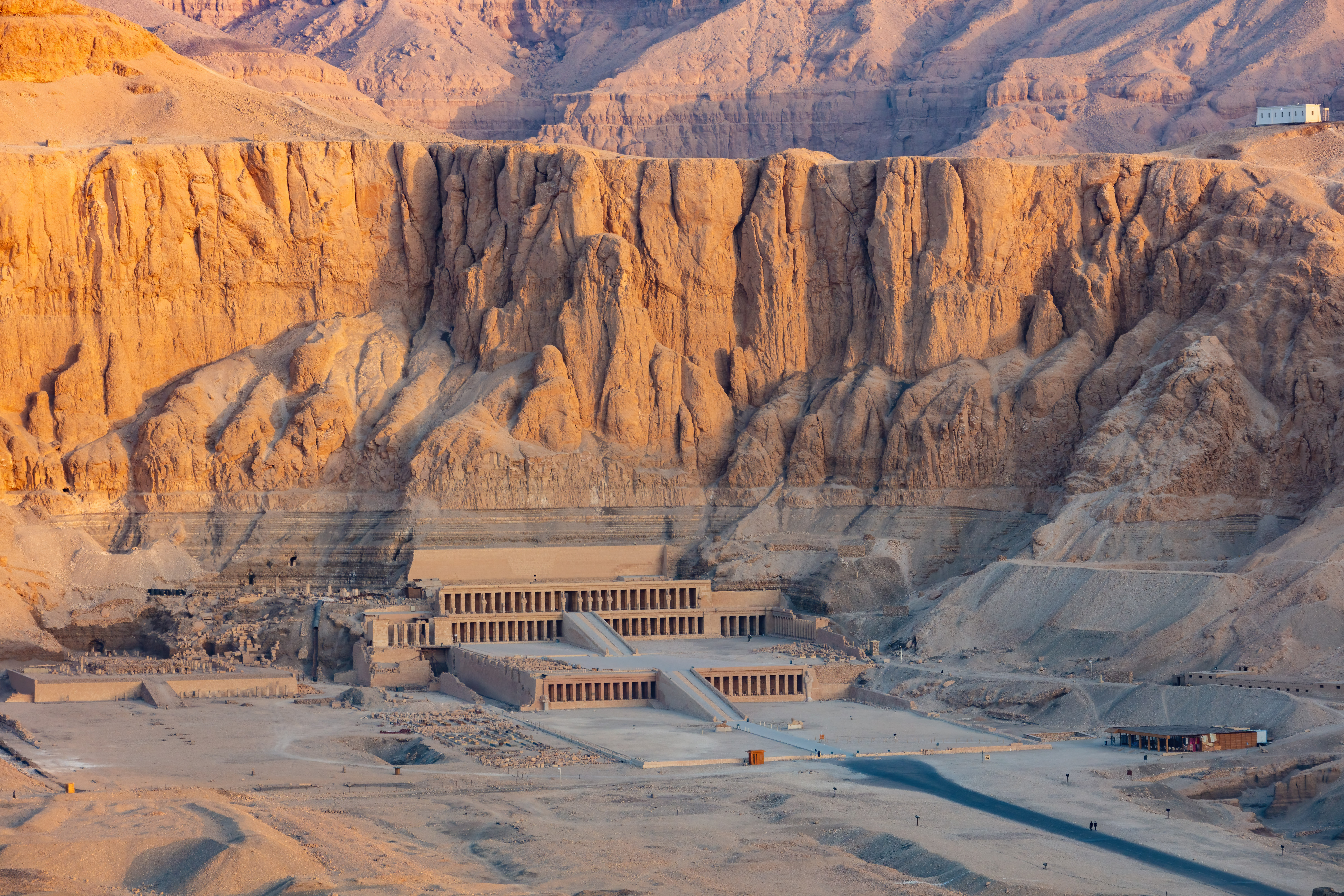
Templo de Hatshepsut.

## Templo funerario de Nebhepetre Mentuhotep II

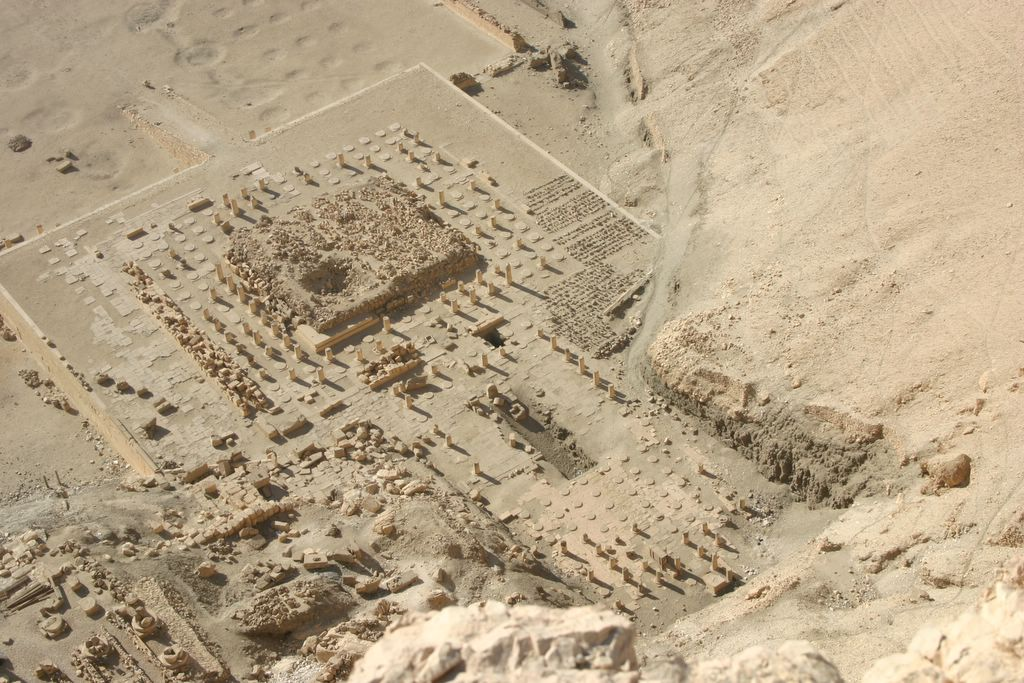
Templo de Mentuhotep.

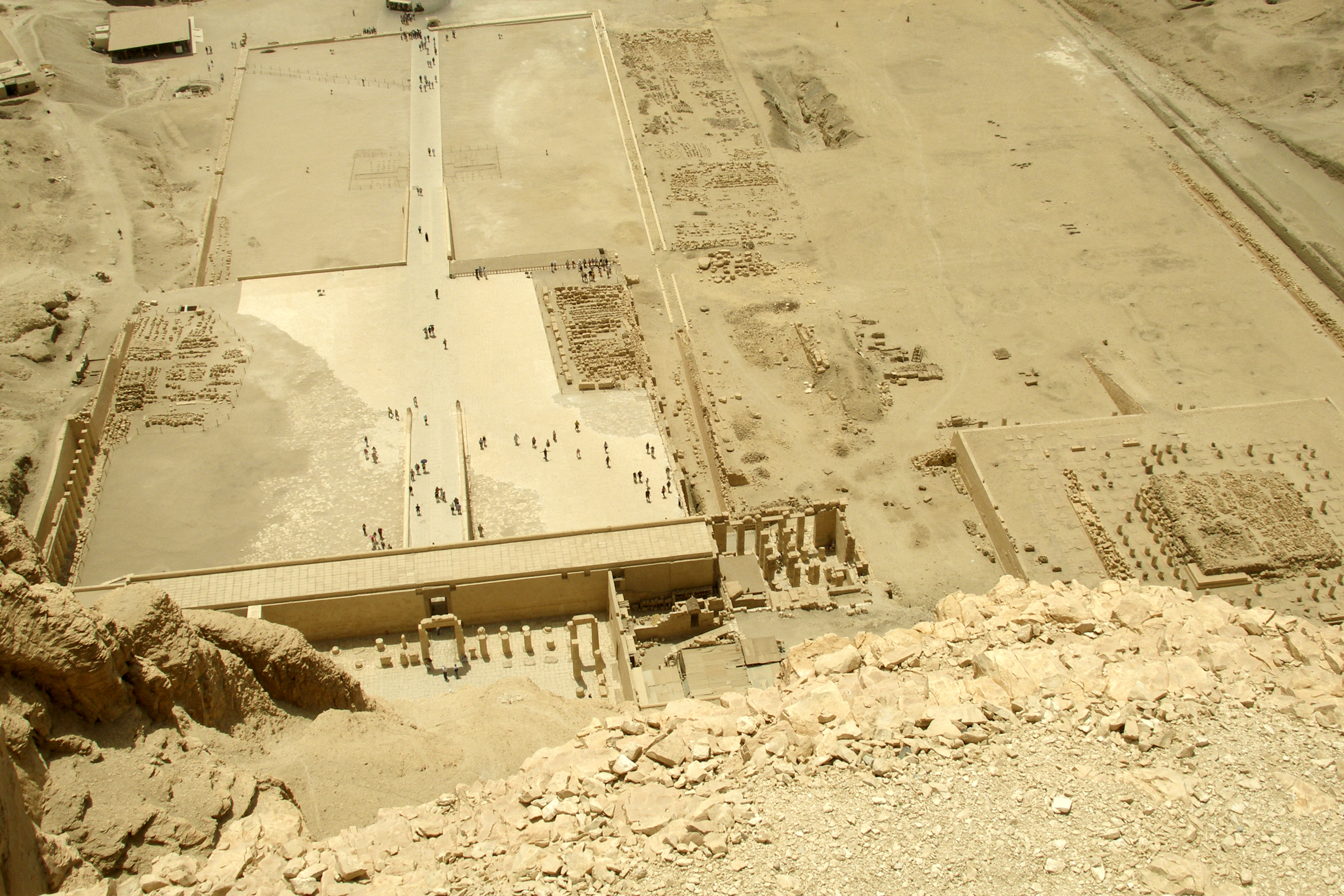
Los tres templos de Deir el-Bahari.

Mentuhotep II fue uno de los faraones de la Dinastía XI en el comienzo del Imperio Medio de Egipto y construyó un complejo funerario insólito. Su templo funerario se construyó sobre varios niveles en la amplia ribera de Deir el-Bahari. Consiste en un patio, cerrado por muros en tres lados y una terraza posterior sobre la cual se encuentra un gran edificio de planta cuadrada que puede representar las aguas primordiales del caos de la mitología egipcia. Como el templo está orientado hacia el Este probablemente fuese construido para culto al dios solar Ra y la resurrección del faraón.
En la parte este del patio delantero hay una apertura llamada Bab el-Hosan (La Puerta del Jinete) que conduce a un pasaje subterráneo y a una tumba inacabada o cenotafio que alberga una estatua sedente del rey. En la parte oeste fueron plantados tamariscos y árboles de sicómoro, al lado de la rampa que conduce hasta la terraza. La parte trasera del patio y la terraza contienen columnas decoradas con bajorrelieves de procesiones, barcos, temas de caza, y escenas mostrando los logros militares del rey. También fueron encontradas aquí las estatuas del rey de la duodécima dinastía Sesostris III.
La parte posterior del templo fue perforada en la roca y consiste en una tribuna con peristilo, una sala hipóstila y otro subterráneo que conduce hacia de la tumba real. La construcción, parecida a una mastaba sobre una terraza, está rodeada por un ambulatorio a lo largo del muro oeste, donde se encontraron la estatua y las tumbas de varias damas e hijas del rey. Estas princesas reales eran las sacerdotisas de Hathor, una de las deidades principales funerarias del Antiguo Egipto. Aunque poco queda del propio enterramiento del rey, fueron recuperados seis sarcófagos de las tumbas de las damas reales. El sarcófago de la reina Kawit, ahora en el Museo de El Cairo, es muy especial.
El centro de la zona de enterramiento y el túnel posterior descienden 150 metros y acaban en una cámara 45 metros debajo de la tribuna. La cámara era un lugar santo, que contuvo el ataúd de madera de Mentuhotep. Bajo la tribuna hay un profundo pasaje perforado que conduce a estancias inacabadas que podrían haber sido pensadas al principio como la tumba del rey. Una imagen del faraón fue descubierta en esta zona por Howard Carter.

## Templo funerario de Hatshepsut

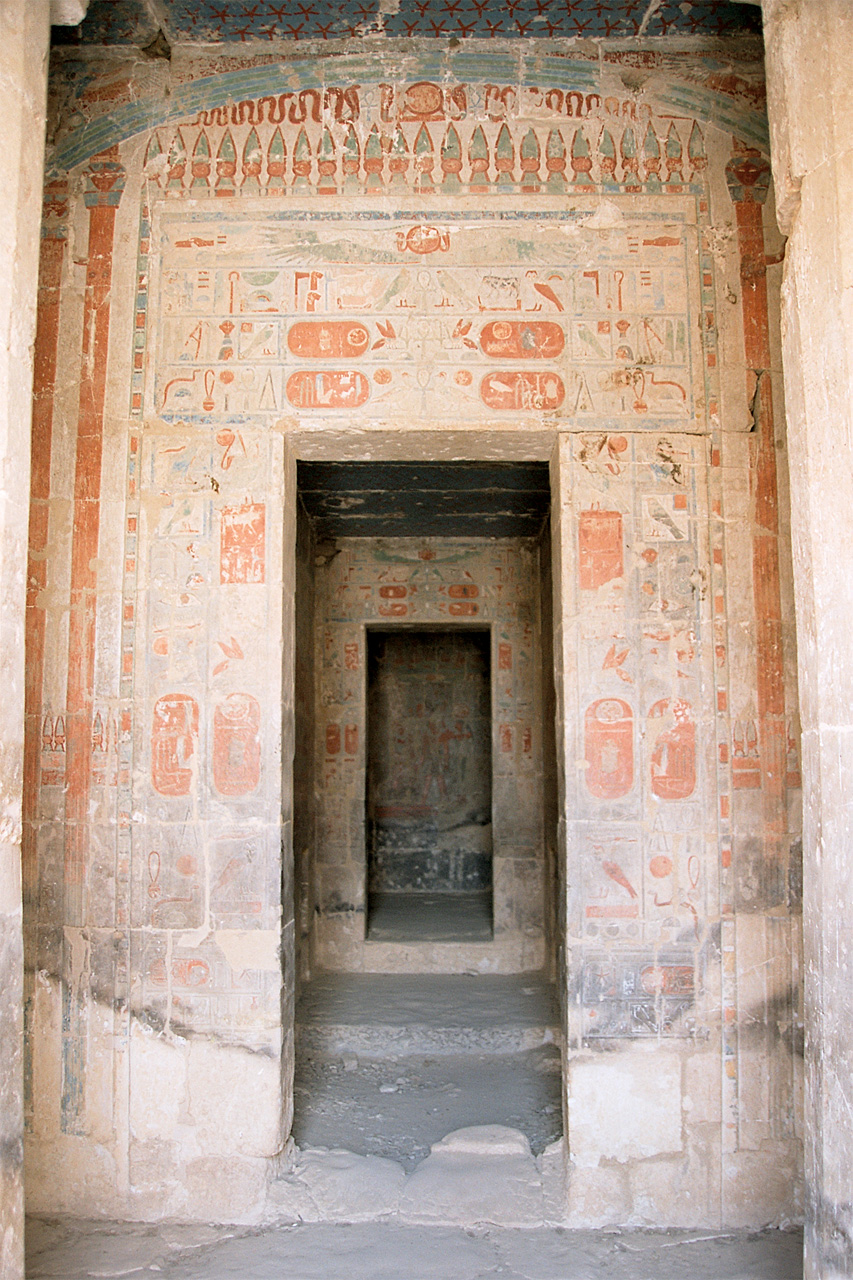
Puertas del santuario.

El edificio principal del complejo de Deir el-Bahari es el Dyeser-Dyeseru que significa "El Sanctasanctórum", el templo funerario de Hatshepsut. Esta estructura fue diseñada y dirigida por Senemut, el administrador y arquitecto real de Hatshepsut, para servir a su póstuma veneración y honrar la gloria de Amón.
El Dyeser-Dyeseru tiene una serie de terrazas columnadas, con largas rampas que seguramente fueron embellecidas con jardines. Está construido junto a una empinada montaña y en gran parte se considera como uno de los "monumentos incomparables del Antiguo Egipto".
La insólita forma del templo se explica por la elección de la posición en la cuenca del valle de Deir el-Bahari, rodeado por rocas escarpadas. Aproximadamente, en el 2050 a. C., Mentuhotep II, el fundador del Imperio Medio, hizo su templo funerario escalonado. Las galerías a los dos lados de la rampa central del Dyeser Dyeseru se corresponden con las posiciones de los pilares del templo de Mentuhotep.
Actualmente, las terrazas dan una débil sensación de las intenciones originales de Senenmut. Faltan muchas estatuas de Osiris, situadas ante los pilares de la columnata superior, las avenidas de esfinges delante de la tribuna, y las figuras de Hatshepsut, que fueron destruidas como condena póstuma de esta reina faraón. La arquitectura del templo ha sido alterada como consecuencia de una equivocada reconstrucción.

### Arquitectura

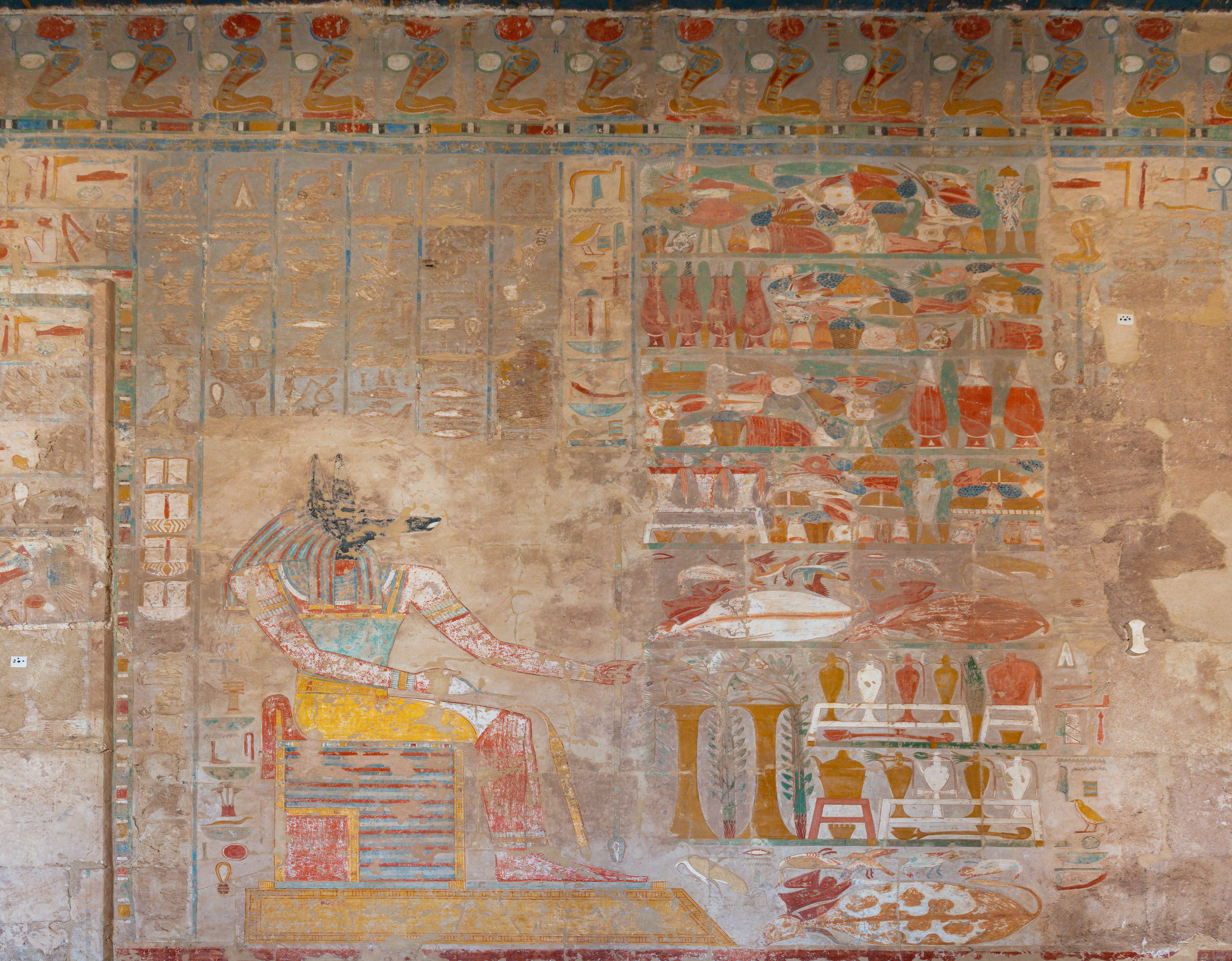
Detalle del templo de Hatshepsut.

Mientras que Hatshepsut usó el templo de Mentuhotep como modelo, las otras dos estructuras son considerablemente diferentes. Empleó una larga terraza columnada que se desvió del modelo de Mentuhotep, anomalía que pudo ser causada por la ubicación descentralizada de su cámara funeraria.
Hay tres terrazas que alcanzan treinta metros de anchura. Cada nave se articula mediante una doble columnata de base cuadrada, a excepción de la esquina del noroeste de la terraza central, que posee columnas proto-dóricas.
Estas terrazas están conectadas mediante rampas que estaban circundadas por jardines. El templo se corresponde con la forma tebana clásica, empleando el pilono, tribunas, pasaje hipóstilo, capilla y santuario. La escultura dentro del templo de Hatshepsut narra el nacimiento divino de la reina faraón. Los textos y temas pictóricos también cuentan la expedición a Punt, un país exótico en la costa de mar Rojo.
Por todos los lados de la entrada al santuario hay pilares pintados con imágenes de Hathor. Solo bajo la azotea hay una imagen de Uadyet, mostrada como doble símbolo solar, al lado de otras dos largas serpientes. El templo incluye una imagen de Hatshepsut representada como faraón masculino que dona ofrendas a Horus y, a su izquierda, el símbolo del dios Osiris.

## Templo funerario de Tutmosis III
Tutmosis III construyó un templo dedicado a Amón. Fue descubierto en 1961 y se cree que fue utilizado durante el festival del valle. No se conoce mucho sobre el complejo, pues fue abandonado después de los daños que sufrió tras un derrumbamiento durante la vigésima dinastía. Después, sus materiales fueron usados como cantera para otras construcciones y más tarde como cementerio copto.

## Tumbas

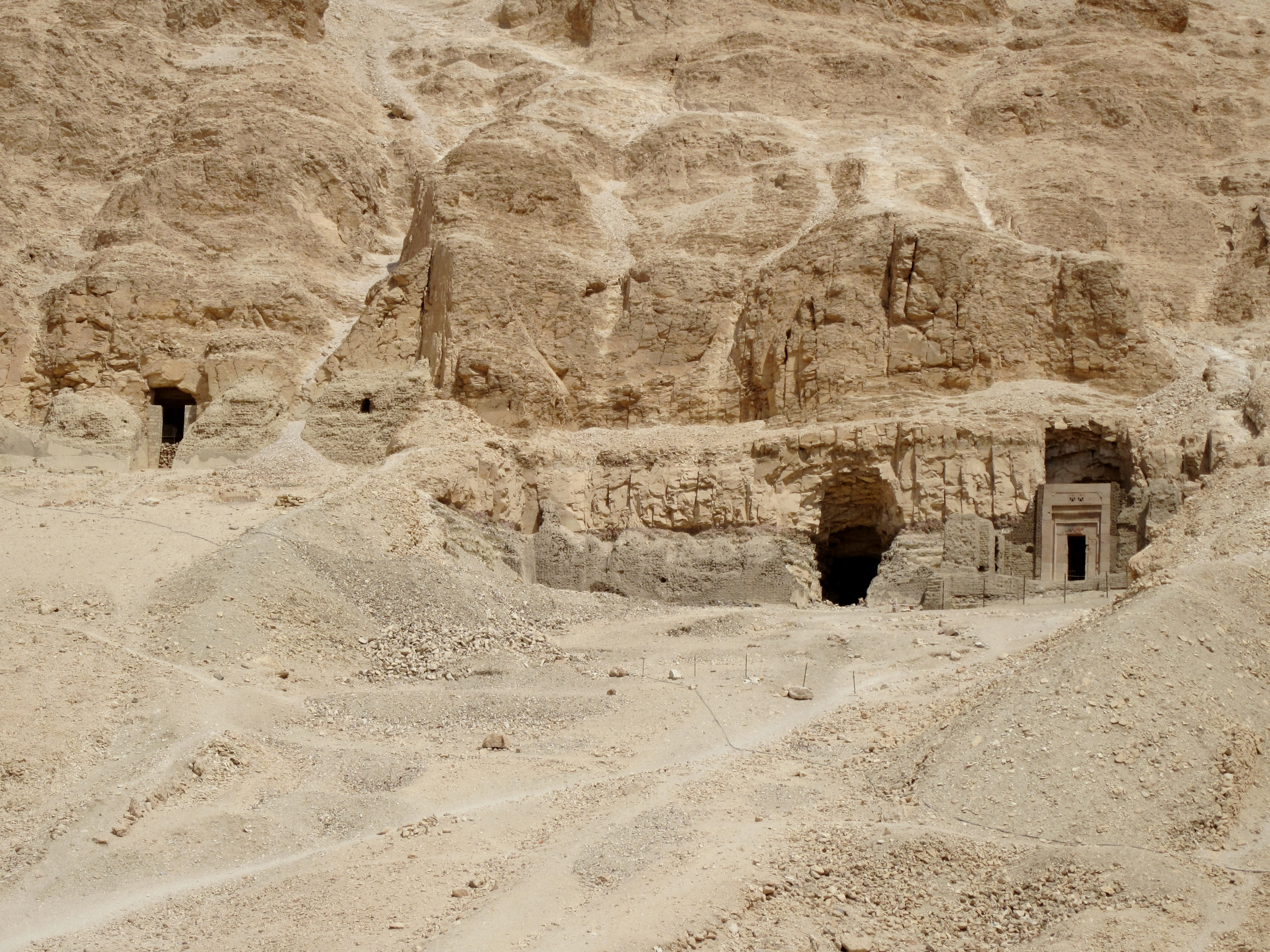
Tumbas de la dinastía XI.

La tumba DB320 de la dinastía XI, localizada en el extremo meridional del complejo, contenía más de cincuenta momias reales y de nobles, trasladadas allí desde el Valle de los Reyes. Los cuerpos habían sido depositados allí por los sacerdotes de la dinastía XXI, para prevenir su profanación y saqueo.
Fueron encontradas las momias de Amosis I con los líderes de las dinastías XVIII y XIX, Amenofis I, Tutmosis I, Tutmosis II, Hatshepsut, Tutmosis III, Ramsés I, Seti I, Ramsés II, y Ramsés IX. En un cuarto separado fueron encontrados los sumos sacerdotes de la dinastía XXI y los faraones Pinedyem I, Pinedyem II y Siamón. Además, se encontraron en otro lugar, 153 momias enterradas.
También fueron encontradas en Deir el-Bahari tumbas de nobles del Imperio Medio, como la de Meketre (TT280), que aun contenía muchos ushebtis de madera pintados, así como el primer vaso canopo registrado, con tapa en forma de cabeza humana. Otra tumba relevante, DB353, es la de Senenmut, el arquitecto y administrador que supervisó la construcción del templo para Hatshepsut. La tumba de Senenmut fue destruida en la antigüedad, pero todavía perduran algunos fragmentos decorados. En una de sus cámaras se pintó el primer techo astronómico conocido de la historia egipcia. Debía ser una tumba muy grande y sus pasajes son de unos cien metros de largo, sin embargo, nunca fue terminada y Senenmut no fue enterrado allí. Él tiene otra tumba en Sheikh Abd el-Qurna, cerca de Deir el-Bahari, la TT71, donde su cuerpo pudo haber sido depositado, pero también fue destruida y saqueada.

## Los templos de Deir el-Bahari

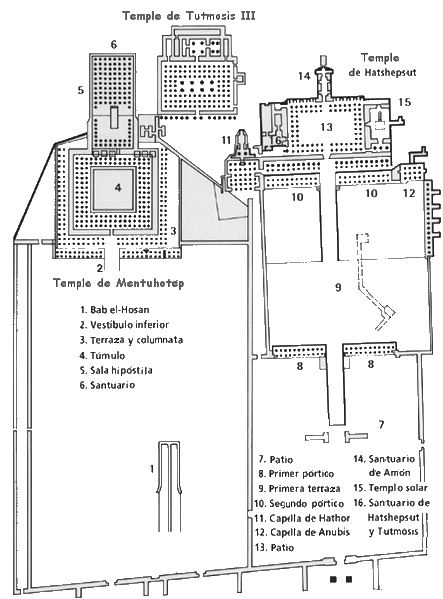
Deir el-Bahari: mapa de los tres templos.

El templo de Mentuhotep II. Situación: 25°44′14″N 32°36′23″E / 25.73722, 32.60639
1. Bab el-Hosan
2. Vestíbulo inferior
3. Terraza con columnata
4. Túmulo (posible pirámide)
5. Sala hipóstila
6. Santuario

El templo de Hatshepsut. Situación: 25°44′18″N 32°36′25″E / 25.73833, 32.60694
7. Patio
8. Primer pórtico
9. Primera terraza
10. Segundo pórtico
11. Capilla de Hator
12. Capilla de Anubis
13. Patio con columnata
14. Santuario de Amón
15. Templo Solar
16. Santuario de Hatshepsut y Thutmose
En sus inmediaciones se encuentran las siguientes necrópolis tebanas
El Valle de los Reyes
El Valle de las Reinas
Las tumbas de los nobles